# Green eyed Monster
『Green eyed Monster』（グリーン・アイド・モンスター）は、1996年8月19日に発売されたLINDBERG通算26枚目のシングル。

## 解説
関西テレビ制作・フジテレビ系「もう我慢できない!」主題歌。

## 収録曲
1. Green eyed Monster
作詞：渡瀬マキ　作曲：小柳昌法　編曲：LINDBERG・神長弘一・井上龍仁
2. かなしそうな顔
作詞：渡瀬マキ　作曲：小柳昌法　編曲：LINDBERG・神長弘一・井上龍仁
3. Green eyed Monster（カラオケ）